# Hermes Desio
Hermes Aldo Desio  (Corral de Bustos, 20 de enero de 1970) es un exfutbolista argentino nacionalizado español, cuyo último club fue el Deportivo Alavés de la Liga española. Tras un buen paso por las inferiores del Club Estudiantes de La Plata, en julio de 2017 fue elegido para ocupar el cargo de coordinador general de las selecciones juveniles de AFA. También se desempeñó como auxiliar técnico de Andrés Lillini en el Club Universidad Nacional, de la Liga MX.

## Trayectoria
Comenzó a jugar en Sporting Club de Corral de Bustos, donde realizó sus primeros pasos. A la edad de 14 años se marchó la ciudad de La Plata, donde jugó en las categorías inferiores del Club Estudiantes de La Plata.
Tuvo un paso por Renato Cesarini, donde tuvo de técnico a Edgardo Sbrissa. Con este club hizo de sparring de la selección argentina en el Mundial de Fútbol de 1990. En la temporada 89-90 Jorge Solari lo hizo debutar en Independiente, frente al Racing Club, ingresando por Ricardo Bochini. Permaneció en Independiente durante cinco años, saliendo campeón en el año 1994 junto a Ricardo Gareca, el  "Palomo" Usuriaga, Dani Garnero, Sebastián Rambert, José Serrizuela, Luis Islas. Llegó a disputar más de 100 partidos en el club.
Fichó por el Celta de Vigo de España, donde se encontró con su coterráneo Carlos Aimar, jugando durante tres temporadas, compartiendo equipo con jugadores como Mazinho, Aleksandr Mostovói, Haim Revivo, José Del Solar, Míchel Salgado, Eusebio Sacristán. Fichó después por el UD Salamanca, hasta que llega al Deportivo Alavés, club donde permanece durante 7 temporadas, consiguiendo los mayores logros de este equipo, como la final de la copa de la UEFA, frente al Liverpool.
Ya retirado, regresó a Argentina y tras unos años volvió a la actividad como ayudante de campo en Arsenal Fútbol Club, donde obtuvo la Copa Suruga Bank, frente al Gamba Osaka, en Japón. En el año 2014, comenzó como técnico en la divisional reserva del Club Estudiantes de La Plata.
En julio de 2017, la Asociación del Fútbol Argentino lo anunció como nuevo coordinador general de sus selecciones juveniles.
Durante 2020 fue el director general de las divisiones inferiores de Talleres de Córdoba. En 2021 comenzó a trabajar como ayudante de campo de Andrés Lillini en Pumas de la UNAM.

## Clubes
| Club             | País      | Año       | Partidos | Goles |
| ---------------- | --------- | --------- | -------- | ----- |
| Renato Cesarini  | Argentina | 1988-1989 |          |       |
| Independiente    | Argentina | 1989-1994 | 111      | 3     |
| Celta de Vigo    | España    | 1994-1996 | 63       | 0     |
| Salamanca        | España    | 1996-1997 | 19       | 0     |
| Deportivo Alavés | España    | 1997-2003 | 164      | 6     |

## Palmarés

### Campeonatos nacionales
| Título           | Club          | País      | Año    |
| ---------------- | ------------- | --------- | ------ |
| Primera División | Independiente | Argentina | C-1994 |

### Copas internacionales
| Título                 | Club          | País      | Año  |
| ---------------------- | ------------- | --------- | ---- |
| Supercopa Sudamericana | Independiente | Argentina | 1994 |